# Dubiaranea castanea
Dubiaranea castanea là một loài nhện trong họ Linyphiidae. Loài này được phát hiện ở Peru.